# 1289
Évszázadok: 12. század – 13. század – 14. század
Évtizedek: 1230-as évek – 1240-es évek – 1250-es évek – 1260-as évek – 1270-es évek – 1280-as évek – 1290-es évek – 1300-as évek – 1310-es évek – 1320-as évek – 1330-as évek
Évek: 1284 – 1285 – 1286 – 1287 –  1288 – 1289 – 1290 – 1291 – 1292 – 1293 – 1294

## Események

### Határozott dátumú események
- április 26. - A muszlimok elfoglalják Tripoliszt, ezzel a Tripoliszi Grófság is megszűnik. I. Lúcia tripoliszi grófnő Ciprusra menekül.
- november 30. – Rád nembeli Benedek kerül a veszprémi püspöki székbe.[1]

### Határozatlan dátumú események
- Ladomér esztergomi érsek keresztes háborút hirdet IV. László király ellen. A keresztesek feldúlják a Tiszántúlt, de László visszaveri a támadást.
- A németújváriak I. Albert osztrák hercegre támadnak, aki válaszul elfoglalja Kőszeget és még harminc másik határszéli helységet.
- Pietro Gradenigo velencei dózse megválasztása (1311-ig uralkodik).

## Születések
- október 4. – X. (Civakodó) Lajos francia király († 1316)
- október 6. – Vencel magyar, – III. Vencel néven – cseh és lengyel király († 1306)
- (III.) Frigyes német király († 1330)

## Halálozások
- február 6. – II. Leó örmény király (* 1236)